# Oy Karelian Trains Ltd

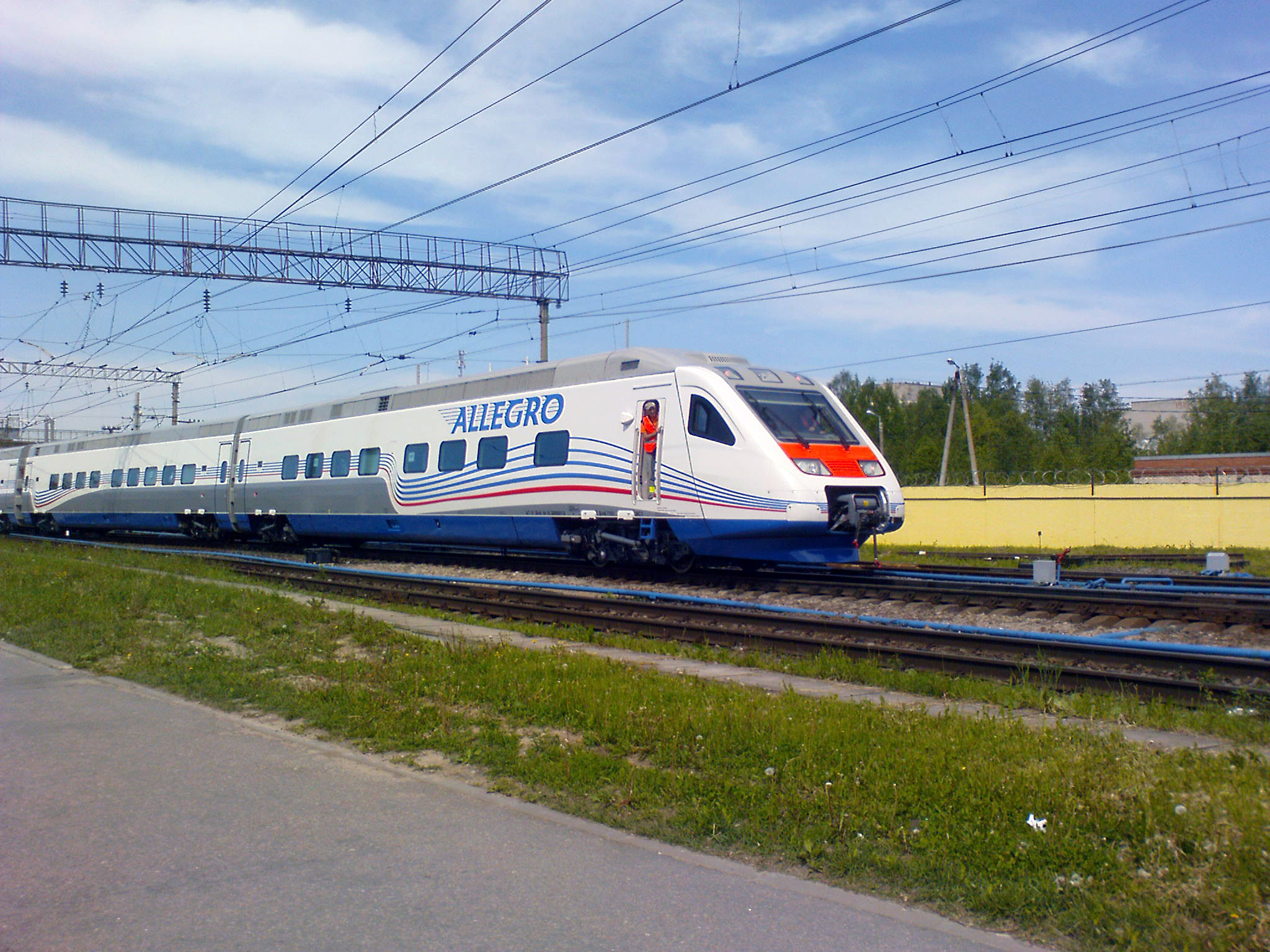
Поезд «Аллегро», собственность Oy Karelian Trains Ltd.

«Oy Karelian Trains Ltd» — бывшее совместное предприятие, созданное 23 ноября 2006 года ОАО «Российские железные дороги» (РЖД) и «VR Group» (Финские железные дороги) с целью содействия в организации международного скоростного пассажирского железнодорожного сообщения между Хельсинки (Финляндия) и Санкт-Петербургом (Россия). Karelian Trains зарегистрированы в Хельсинки; VR и РЖД владели по 50 % акций. Услуги компании брендированы как Allegro.
Услуги были запущены 12 декабря 2010 года с использованием поездов Alstom Pendolino, заказанных в сентябре 2007 года. Также сделаны инвестиции в инфраструктуру, чтобы обеспечить более высокую скорость. В целом, это сократило время в пути между двумя городами с прежних 5 часов 30 минут, до 3 часов 27 минут. Ежедневно отправляется по четыре поезда в каждом направлении по сравнению с двумя в прошлом.
Многие иностранные граждане, в том числе финны, нуждаются в визах для въезда в Россию, а россияне — для въезда в Финляндию. Паспортный и таможенный досмотры проводятся в поездах. Обычно паспортный и таможенный досмотры задерживают поезда не менее чем на 30 минут по расписанию (1 час на 30 км Выборг — граница).
За первый год работы службы было обслужено 280 000 пассажиров, что намного больше, чем ожидалось.
Движение было остановлено 27 марта 2022 года.

## Подвижной состав
Сообщение между Хельсинки и Санкт-Петербургом осуществляется четырьмя поездами «Pendolino» производства Alstom, похожими по интерьеру и внешнему виду на поезда VR класса Sm3 «Pendolino», которые эксплуатируются VR с 1995 года. Новые поезда, фирменные Allegro, являются поездами двойного питания, способными работать на системах электрификации 25 кВ переменного тока VR и 3 кВ постоянного тока РЖД. Поезда Allegro окрашены в новую цветовую гамму, вдохновлённую цветами флагов Финляндии и России, с синими и красными полосами на белом и серебряном фоне, а также синим цветом тележки.